# Рыбаржова, Яна
Яна Рыбаржова (чеш. Jana Rybářová, 31 марта 1936[…], Прага — 11 февраля 1957 или 12 февраля 1957, Прага) — чешская актриса театра и кино.
Открытая режиссёром Вацлавом Кршкой, она была признана одной из восходящих звёзд 1950-х годов, несмотря на то, что снялась всего в шести фильмах (и одном студенческом фильме). По широко распространённому мнению, она покончила жизнь самоубийством после сложного платонического романа с женатым оперным певцом Пржемыслом Кочи, эта версия обрастала различными слухами. 
В 2000 году Марек Боуда снял документальный фильм о её жизни Nelze umírat štěstím («Не следует умирать от счастья»). В 2001 году Яна Гавликова опубликовала книгу Nevyjasněná umrtí VII (Необъяснимые смерти VII) о жизни и смерти актёров Яны Рыбаржовой, Карела Хёгера и Франтишека Гусака.

## Фильмография

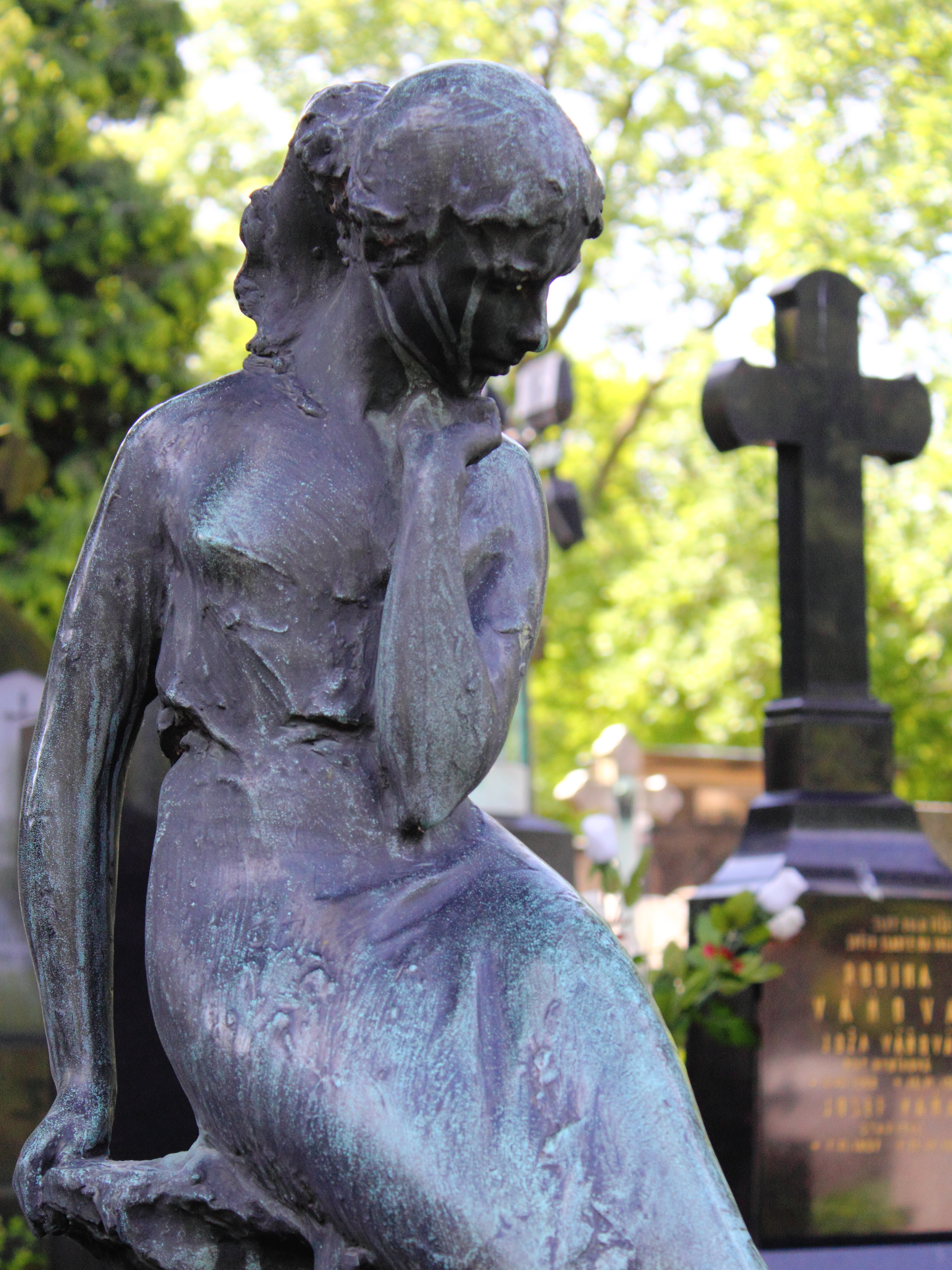
Яна Рыбаржова, Вышеградское кладбище, Прага

- Серебряный ветер[чеш.] (1954)
- Z mého života (1955)
- V ulici je starý krám (1955)
- Далибор[англ.] (1956)
- Labakan (1956)
- Legenda o lásce (1956)
- Против всех (1957)